# Cordillera Los Maribios
De Cordillera Los Maribios is een bergketen in de departementen León en Chinandega in het westen van Nicaragua. De bergketen heeft een lengte van ongeveer 64,4 kilometer. Het is een vulkanische bergketen met meerdere vulkanen.
Het hoogste punt van de bergketen wordt gevormd door de San Cristóbal met een hoogte van 1745 meter. De Cerro Negro, spaans voor zwarte heuvel, is de jongste vulkaan van het land. In 1850 ontstond de vulkaan en het is sindsdien de meest actieve van het land.

## Vulkanen
De bergketen bestaat uit de volgende vulkanen:

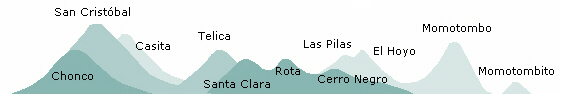
Profiel van de vulkanen

| - Casita - Cerro Asososca - Cerro Negro - Chonco - Lac Asososca - Las Pilas + El Hoyo - Momotombito | - Momotombo - Moyotepe - Pelona - Rota - San Cristóbal - Santa Clara - Telica |